# Partito Animalista (Francia)
Il Partito Animalista (in francese Parti animaliste) è un partito politico francese fondato nel 2016 e dedito alla difesa degli animali.

## Storia

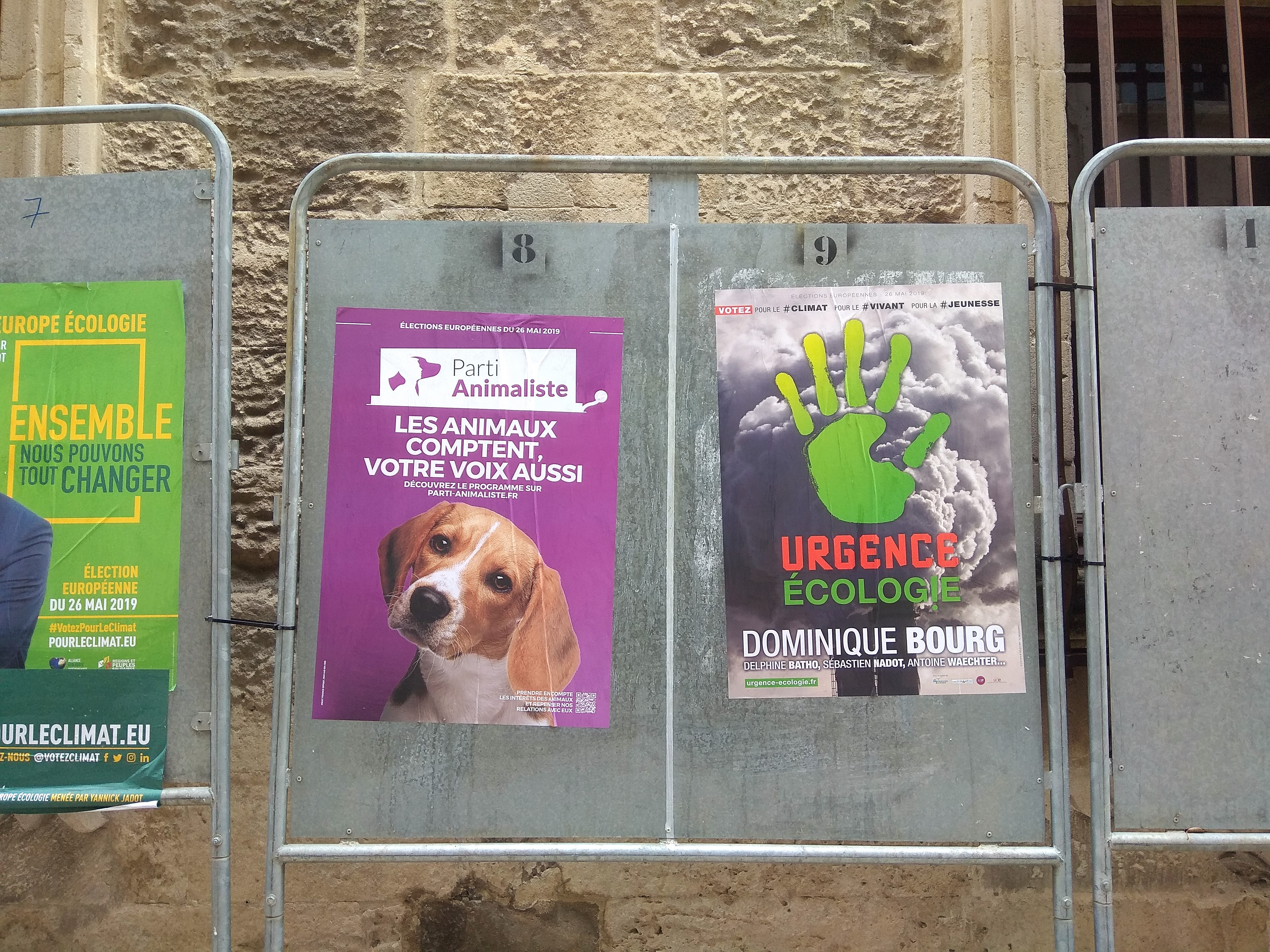
Manifesto elettorale per le elezioni europee del 2019.

L'idea di un partito animalista in Francia si è sviluppata nel 2014.
Dichiarato nella Gazzetta Ufficiale delle Associazioni il 14 marzo 2016, il partito è stato fondato il 14 novembre 2016 da sette persone. Si unisce alla dinamica internazionale avviata dall'olandese Partito per gli Animali partecipando a riunioni internazionali che riuniscono queste diverse parti per la difesa degli animali.
Il Partito Animalista si presenta per la prima volta alle elezioni legislative del 2017 dove ha candidato diverse personalità impegnate nella causa animale: come la giornalista Élise Desaulniers e la pianista Vanessa Wagner ottenendo circa 64.000 voti, con una media dell'1,1% dei voti espressi nei 142 collegi elettorali in cui si trovava (fino al 2,9% in Haute-Corse). I suoi candidati che superano il punteggio dell'1% dei voti espressi in 86 collegi, cioè oltre la soglia dei 50 collegi, riesce ad ottenere finanziamenti pubblici.
Nel 2019 il Partito Animalista si presenta alle elezioni europee del 2019, sostenuto da Brigitte Bardot, la lista include tra i suoi candidati lo scrittore e editorialista televisivo Henry-Jean Servat, e la vedova dell'ex primo ministro Michel Rocard, Sylvie Rocard. In occasione di queste elezioni, il partito si unisce ad Animal Politics EU, una coalizione di una dozzina di partiti animalisti europei. Nonostante la fornitura di un numero limitato di schede elettorali agli elettori, il Partito Animalista ha ottenuto il 2,17% dei voti espressi. Questo risultato è visto come una sorpresa dai media.
Nelle elezioni municipali del 2020 il Partito Animalista ha eletto suo consiglieri a Parigi, Boulogne-Billancourt, Grenoble, Melun, Montpellier, Nantes, Rambouillet, Saint-Denis, Vitrolles, e Brétigny-sur-Orge.

## Risultati elettorali
| Elezione         | Voti    | %    | Seggi   |
| ---------------- | ------- | ---- | ------- |
| Legislative 2017 | 63.637  | 0,28 | 0 / 577 |
| Europee 2019     | 490.074 | 2,16 | 0 / 74  |
| Legislative 2022 | 255.251 | 1,12 | 0 / 577 |
| Europee 2024     | 495 866 | 2,00 | 0 / 81  |